# Theodoros G. Orphanides
Theodoros G. Orphanides o anche Theodoros G. Orphanidis (in greco: Θεόδωρος Ορφανίδης) (Smirne, 1817 – Atene, 5 agosto 1886) è stato un botanico greco e uno dei principali rappresentanti della Prima scuola ateniese.

## Biografia
Nacque a Smirne, ma i suoi genitori erano nativi di Chio, Grecia. Suo fratello maggiore era Dimitris Orphanides, professore di medicina. Dopo lo scoppio della rivoluzione greca, la sua famiglia fu costretta a trasferirsi prima a Nauplia, in Tino e infine a Siro, dove anche finì gli studi liceali. Nel 1835 si trasferì ad Atene dove venne nominato scrittore ministeriale presso il Ministero degli Interni greco, dove iniziò a scrivere satira politica. Tuttavia, poiché egli criticava la reggenza bavarese con le sue opere, fu licenziato dal Ministero ed è stato condannato per la durata di tre giorni. Nel 1844 dopo l'intervento del primo ministro greco, Ioannis Kolettis, che lo cacciò da Atene, si trasferi a Parigi, e si occupò di botanica, nella quale prese la borsa di studio sotto gli insegnanti Adrien-Henri de Jussieu, Adolphe-Théodore Brongniart, Joseph Decaisne e Achille Richard.

## Carriera accademica
Quando tornò ad Atene l'11 agosto 1850 venne nominato professore straordinario presso l'Università nazionale capodistriana di Atene, mentre nel 1854 divenne professore ordinario, una posizione che mantenne per più di trent'anni. Tra gli anni 1867-1868 Orphanides divenne Rettore dell'Università. Era uno scavatore instancabile delle flore greche, raccoglieva molte specie. Le specie e il suo materiale botanico lo mise nel suo Erbario (all'interno aveva 45.000 esemplari), Quando morì fu acquisito dal mecenate Theodoros Rodokanakis, dove in seguito alla sua morte fu acquisito dal 
Museo Botanico dell'Università. Viaggiò in tutta la Grecia, per approfondire gli studi sulle diverse specie vegetali del Paese, della quale le pubblicò nella sua opera intitolata "Flora Graeca Exciccata". Come sovrintendente del Orto Botanico, introdusse in Grecia, in quell'epoca ancora sconosciuti, le piante ornamentali e partecipò attivamente alla progettazione e realizzazione dei parchi pubblici urbani, come per esempio la creazione del Giardino nazionale di Atene. Theodoros Orphanidis era amico e collaboratore di Theodor von Heldreich e Pierre Edmond Boissier.

## Attività tassonomica
La specie di piante: Heracleum orphanidis, Centaurea orphanidea, Biebersteinia orphanidis, Campanula orphanidea, Euphorbia orphanidis, Nepeta orphanidea, Tulipa orphanidea, Verbascum orphanideum e  Viola orphanidis furono chiamate in suo onore.